# Charlotte Worgitzky
Charlotte Worgitzky (* 6. Juni 1934 in Annaberg/Erzgebirge; † 14. Dezember 2018 in Berlin) war eine deutsche Schriftstellerin und Schauspielerin.

## Leben und Wirken
Charlotte Worgitzky war die Tochter eines Juristen. Sie wuchs in Leipzig auf. Dort besuchte sie u. a. von 1951 bis 1954  eine Schauspielschule, danach die Theaterhochschule Leipzig. Anschließend hatte sie Engagements an verschiedenen Bühnen, zuletzt am Berliner Maxim-Gorki-Theater. Sie war Teilnehmerin an einem von Peter Hacks geleiteten Schreibzirkel und gab den Schauspielberuf auf, um sich als freie Schriftstellerin ganz der Literatur zu widmen. 
Unter dem Vorzeichen des Feminismus war sie Verfasserin von erzählenden Werken, in denen sie Themen wie die Gleichstellung der Frau, Abtreibung und Sterbehilfe behandelte. 
Charlotte Worgitzky war ab 1975 Mitglied des Deutschen Schriftstellerverbandes und gehörte von 1990 bis zu ihrem Lebensende dem Verband deutscher Schriftstellerinnen und Schriftsteller an, von 1994 bis 1997 auch als Mitglied des Bundesvorstandes.
Ab 1961 lebte sie in Berlin, wo sie im Dezember 2018 im Alter von 84 Jahren starb.

## Werke
- Die Unschuldigen. Buchverlag Der Morgen, Berlin 1975 (2. Aufl. 1976).
- Vieräugig oder blind. Buchverlag Der Morgen, Berlin 1978 (2. Aufl. 1980); Lizenzausgabe: Droemer Knaur. München 1986. ISBN 3-426-08046-X.
- Meine ungeborenen Kinder. Buchverlag Der Morgen, Berlin 1982 (5. Aufl. 1989); Neuausgabe: Morgenbuch Verlag, Berlin 1991 (6. Aufl. 1992) ISBN 3-371-00349-3; Lizenzausgabe: Deutscher Taschenbuch-Verlag, München 1995. ISBN 3-423-11983-7.
- Heute sterben immer nur die andern. Buchverlag Der Morgen, Berlin 1986. ISBN 3-371-00017-6; Neuausgabe: Morgenbuch Verlag, Berlin (3. Aufl. 1991). ISBN 3-371-00350-7; Lizenzausgabe: Deutscher Taschenbuch-Verlag, München 1993. ISBN 3-423-11764-8.
- Traum vom Möglichen. Morgenbuch Verlag, Berlin 1991, ISBN 3-371-00293-4.
- Langer Abend. Fischer-Taschenbuch-Verlag, Frankfurt am Main 2001, ISBN 3-596-15000-0.
- Karlas Freiheit. Prospero Verlag, Münster 2011, ISBN 978-3-941688-17-9.
- Die große Rolle. Edition EP (Selbstpublikation bei Create Space), Berlin – North Charleston (USA) 2017, ISBN 978-1-5430-4601-4.

## Filmografie
- 1971: Polizeiruf 110: Verbrannte Spur

## Theater (Schauspielerin)
- 1956: Victor Boni/Arno Vetterling: Diplomat der Liebe – Regie: Alfred Tichy (Anhaltisches Theater Dessau)
- 1956: Johann Wolfgang von Goethe: Faust. Eine Tragödie – Regie: Erich Werder (Anhaltisches Theater Dessau)
- 1962: Maxim Gorki: Jegor Bulytschow und andere (Warwara) – Regie: Maxim Vallentin (Maxim-Gorki-Theater Berlin)